# La Mouche 2
Pour les articles homonymes, voir La Mouche et The Fly.
Série La Mouche (1986)
La Mouche
(1986)
Pour plus de détails, voir Fiche technique et Distribution.
La Mouche 2 (The Fly II) est un film de science-fiction horrifique américain réalisé par Chris Walas, sorti en 1989.
C'est la suite du film La Mouche (1986) de David Cronenberg, lui-même adapté d'une nouvelle de George Langelaan.

## Synopsis
Cinq ans ont passé depuis la tragique aventure de Seth Brundle. Son fils Martin n’est pas un enfant comme les autres. Élevé dans un laboratoire, Martin grandit solitairement à une vitesse fulgurante. Supérieurement intelligent, il commence à perfectionner les expériences de son père sur la téléportation. Mais « l’enfant » a reçu de son père un héritage autrement terrifiant : des gènes mutants qui, peu à peu, vont le transformer en une créature ignoble et bien plus redoutable que son père.

## Fiche technique
Sauf indication contraire, les informations mentionnées dans cette section peuvent être confirmées par les bases de données cinématographiques IMDb et Allociné,  présentes dans la section « Liens externes ».
- Titre original : The Fly II
- Titre français et québécois : La Mouche 2
- Réalisation : Chris Walas
- Scénario : Frank Darabont, Mick Garris, Jim Wheat et Ken Wheat, d'après une histoire de Mick Garris, basé sur des personnages de la nouvelle La Mouche de George Langelaan
- Musique : Christopher Young
- Direction artistique : Sandy Cochrane
- Décors : Michael S. Bolton et Rose Marie McSherry
- Costumes : Christopher Ryan
- Photographie : Robin Vidgeon
- Son : Danny Kopelson, Douglas Murray, David Parker, Leslie Shatz, Rob Young
- Montage : Sean Barton
- Production : Steven-Charles Jaffe
  - Production déléguée : Stuart Cornfeld
  - Production associée : Gillian Richardson
- Société de production : Brooksfilms
- Société de distribution : Twentieth Century Fox (États-Unis, France)
- Budget : n/a[1]
- Pays de production :  États-Unis
- Langue originale : anglais
- Format : couleur (DeLuxe) — 35 mm — 1,85:1 (Panavision) — son Dolby SR
- Genre : épouvante-horreur, science-fiction, drame
- Durée : 105 minutes
- Dates de sortie[2] :
  - États-Unis : 10 février 1989
  - France : 26 avril 1989
- Classification :
  - États-Unis : interdit aux moins de 17 ans (R – Restricted)
  - France : interdit aux moins de 12 ans[3]
  - Québec : 13 ans et plus (13+ / 13 years and over)

## Distribution
- Eric Stoltz (VF : Jean-François Vlérick) : Martin Brundle
- Daphne Zuniga (VF : Brigitte Berges) : Beth Logan
- Lee Richardson (VF : William Sabatier) : Anton Bartok
- John Getz (VF : Jean-Claude Montalban) : Stathis Borans
- Frank C. Turner (VF : Jean-Pierre Leroux) : Shepard
- Ann Marie Lee (VF : Véronique Augereau) : Dr Jainway
- Garry Chalk (VF : Jean-Pierre Moulin) : Scorby
- Saffron Henderson : Veronica « Ronnie » Quaife
- Harley Cross : Martin Brundle, à 10 ans
- Matthew Moore : Martin Brundle, à 4 ans
- Rob Roy : Wiley
- Andrew Rhodes : Hargis
- Pat Bermel : Mackenzie
- William S. Taylor : Dr Trimble
- Jerry Wasserman : Simms
- Jeff Goldblum (VF : Richard Darbois) : Seth Brundle (archives vidéo - non crédité au générique)

## Production

### Bande originale du film
La musique de film est composée par Christopher Young, un spécialiste du cinéma d’épouvante.
1. Fly II
2. Come Fly with Me
3. Fly Variations
4. Musca Domestica Metastasis
5. Spider and the Fly
6. More Is Coming
7. Fly March
8. Accelerated Brundle Disease
9. Bay 17 Mysteries
10. Bartok Barbaro
11. What's the Magic Word?
12. Dad

## Nominations
Source : Internet Movie Database
- Academy of Science Fiction, Fantasy and Horror Films - Saturn Awards 1991 :
  - Meilleur film d'horreur
  - Meilleure musique pour Christopher Young
  - Meilleurs maquillages pour Jayne Dancose, Stephan Dupuis, Dennis Pawlik et Jo-Anne Smith-Ojeil

## Éditions en vidéo
En France, le film La Mouche 2 est sorti en DVD le 6 mars 2002, le 1er février 2006 en édition prestige et le 24 octobre 2007 en Édition Collector.
En outre, le film est sorti en coffret 3 DVD avec La Mouche et Vorace le 25 octobre 2005, mais aussi en coffret 2 avec La Mouche le 19 décembre 2012 chez l'éditeur 20th Century Fox.

## À noter
- Geena Davis a été invitée pour jouer à nouveau Veronica Quaife, mais elle a refusé car son personnage n'avait dans le script aucun développement.
- Daphne Zuniga, la future co-star de la série Melrose Place, a été proposée par le producteur exécutif Mel Brooks avec qui elle a joué dans le film parodique La Folle Histoire de l'espace pour jouer le rôle de Beth Logan.
- Bien que, dans le premier film, John Getz avait sa barbe, il a dû en porter une fausse.
- Sur le bureau du gardien endormi, on peut voir le livre The Shape of Rage: The films of David Cronenberg (vers la dixième minute)[10].
- Vincent D'Onofrio et Keanu Reeves étaient pressentis pour le rôle de Martin Brundle avant que Eric Stoltz ne soit choisi.
- Vincent D'Onofrio allait avoir le rôle après que Keanu Reeves a refusé mais les bouts d'essai pour son rôle ne convenaient pas.
- Le monstre de Bartok est joué par le frère du réalisateur, Mark Walas.